# 1968 у хокеї з шайбою
Нижче наведені хокейні події 1968 року у всьому світі.

## Головні події
На чемпіонаті світу та зимових Олімпійських іграх у Греноблі золоті нагороди здобула збірна СРСР.
У фіналі кубка Стенлі «Монреаль Канадієнс» переміг «Сент-Луїс Блюз».

## Національні чемпіони
- Австрія: «Клагенфурт»
- Болгарія: «Металург» (Перник)
- Данія: «Гладсаксе»

- Італія: «Кортіна» (Кортіна-д'Ампеццо)
- Нідерланди: «Ден Гааг» (Гаага)
- НДР: «Динамо» (Берлін)
- Норвегія: «Волеренга» (Осло)
- Польща: ГКС (Катовіце)
- Румунія: «Динамо» (Бухарест)
- СРСР: ЦСКА (Москва)
- Угорщина: «Уйпешт Дожа» (Будапешт)
- Фінляндія: «КооВее» (Тампере)
- Франція: «Шамоні» (Шамоні-Мон-Блан)
- ФРН: «Фюссен»
- Чехословаччина: «Дукла» (Їглава)
- Швейцарія: «Ла-Шо-де-Фон»
- Швеція: «Брюнес» (Євле)
- Югославія: «Акроні» (Єсеніце)

## Переможці міжнародних турнірів
- Кубок європейських чемпіонів: ЗКЛ (Брно, Чехословаччина)
- Міжнародний турнір (Москва): збірна СРСР
- Кубок Шпенглера: «Дукла» (Їглава, Чехословаччина)
- Кубок Ахерна: «Крила Рад» (Москва, СРСР)
- Турнір газети «Советский спорт»: ЦСКА (Москва)

## Народились
- 7 лютого — Петер Бондра, словацький хокеїст. Чемпіон світу.
- 2 березня — Даррен Теркотт, американський хокеїст.
- 3 березня — Браєн Літч, американський хокеїст. Член Зали слави хокею (2009).
- 12 квітня — Адам Грейвс, канадський хокеїст.
- 22 квітня — Зарлі Залапскі, канадський хокеїст.
- 21 липня — Лайл Оделайн, канадський хокеїст.
- 14 жовтня — Жан-Клод Бержерон, канадський хокеїст.
- 13 листопада — Марк Фіцпатрік, канадський хокеїст.